# Consumentenbond
De Consumentenbond is een consumentenorganisatie in Nederland.

## Geschiedenis
De Consumentenbond werd op 14 januari 1953 opgericht als "Nederlandse Consumentenbond" door B. Buitendijk, J. van Benthem en A. Thorenaar en startte met 141 leden. De eerste voorzitter was Elisabeth Schadee-Hartree.
De bond geeft sinds april 1953 een blad uit, de Consumentengids, waarin vergelijkende warenonderzoeken gepubliceerd worden. Pas sinds de jaren zestig is de bond werkelijk een grote organisatie geworden na een geruchtmakende rechtszaak (die de bond verloor) tegen de importeur van het sigarettenmerk Lexington. Door de testresultaten die de bond gepubliceerd had was de verkoop van het merk teruggelopen.
Bij zijn vijfentwintigjarige bestaan in 1978 had de Consumentenbond 470.000 leden. In 2008 was de bond uitgegroeid tot een organisatie met 550.000 leden en 250 personeelsleden.
In 1988 richtte de Consumentenbond de Stichting Anne Fransenfonds op, genoemd naar Anne Fransen, directeur van de Consumentenbond van 1964 tot 1981. Het doel van deze stichting is het bevorderen en ondersteunen van (beginnende) consumentenorganisaties in de derde wereld en Oost-Europa. Volgens de Consumentenbond zijn consumentenorganisaties daar hard nodig, zeker wanneer het gaat om basisrechten.

## Organisatie
Naast de algemene Consumentengids geeft de Consumentenbond een aantal specifieke gidsen uit: de Geldgids (sinds 1981), de Digitaalgids (sinds 2001), de Gezondgids (sinds 1998) en voorheen de Reisgids (1973-2019). Ook geeft de Consumentenbond veel boeken uit over allerlei consumentenonderwerpen.
Belangrijke functies van de Consumentenbond zijn onder andere het beleidsmatig lobbywerk om voor consumenten goede regels te laten creëren door de overheid en het deelnemen aan overleg met brancheorganisaties om algemene voorwaarden te laten opstellen die recht doen aan de positie van de consument. Daarnaast worden voor groepen consumenten die problemen hebben met hetzelfde bedrijf gezamenlijke acties opgezet om de problemen opgelost te krijgen.
De bond is een vereniging met getrapte vertegenwoordiging: de algemene ledenvergadering wordt gevormd door de Bondsraad, waarin maximaal 75 leden van de vereniging zitting hebben.

### Internationaal
De Consumentenbond werkt samen met buitenlandse consumentenorganisaties in Europa, maar ook daarbuiten via:
- de wereldwijde koepel van consumentenorganisaties, Consumers International (CI);
- het Europese samenwerkingsverband BEUC (Bureau Européen des Unions de Consommateurs);
- de internationale organisatie voor gezamenlijk onderzoek ICRT, ook wel IT of International Testing genoemd (International Consumer Research & Testing);
- de Stichting Anne Fransenfonds, het door de Consumentenbond opgerichte fonds voor ondersteuning van consumentenorganisaties in de derde wereld;
- The European Consumer Law Group (ECLG), een groep van advocaten van verschillende consumentenorganisaties en wetenschappers die consumentenrecht onderzoeken.

### Zusterorganisaties
De Belgische zusterorganisatie heet Test-Aankoop, de Engelse heet Which? en de Duitse heet Stiftung Warentest.
De Consumentenbond is een van de oprichters van BEUC (een Europese koepelorganisatie) en van Consumers International, beide grensoverschrijdende bundelingen van belangenbehartiging voor consumenten.

## Klachtenkompas
De Consumentenbond biedt sinds 2012 de website Klachtenkompas.nl aan. Via dit online platform kunnen op vrijwillige basis klachten die er geplaatst worden door consumenten in openbaarheid door de betrokken bedrijven worden opgelost. In 2018 werkten daar ruim 3100 bedrijven aan mee. Dit platform van de bond is omstreden doordat het via Google Adwords gericht op bedrijfsnamen adverteert. Het zou zo klanten van bedrijven weglokken bij hun klantenservice. De Consumentenbond is in 2016 door de Reclame Code Commissie op de vingers getikt omdat het platform in veel gevallen bezoekers uiteindelijk naar betaalde diensten van de Consumentenbond geleidde.
Op 1 januari 2024 is de website van Klachtenkompas offline gegaan. Klachtenkompas was een gratis dienst die door iedereen kon worden gebruikt. Maar het systeem was verouderd. Er was veel geld nodig om Klachtenkompas veilig online te houden.

## Claimservice
Consumentenbond Claimservice is een samenwerkingsverband tussen de Consumentenbond en massaclaimspecialist ConsumentenClaim. In oktober 2022 liepen er ongeveer tien claimzaken. De meest recente was die over te veel betaalde spaartaks, die de regering alleen heeft teruggegeven aan degenen die tijdig bezwaar hebben gemaakt.

## Hypotheekadvies
De Consumentenbond biedt sinds 1 november 2018 onafhankelijk hypotheekadvies en bemiddeling aan onder een eigen label.